# Juan Antonio de la Riva
Juan Antonio de la Riva (San Miguel de Cruces, Durango, 21 de desembre de 1953) és un director de cinema mexicà. Ha dirigit pel·lícules com Pueblo de madera, Vidas errantes i El gavilán de la sierra. Casat des de 2016 amb América Escudero Hernández.

## Filmografia
Curtmetratges
- 1972 - "Como un sueño corto..."
- 1973 - La pregunta
- 1974 - "División del Norte, colonia proletaria".
- 1979 - Polvo vencedor del sol
- 1992 - Haciendo la lucha

Llargmetratges
- 1984 - Vidas errantes
- 1986 - Obdulia
- 1988 - Pueblo maldito
- 1990 - Pueblo de madera
- 1991 - Soy libre
- 1992 - Más que alcanzar una estrella
- 1992 - El triste juego del amor
- 1993 - La última batalla
- 1993 - "Tres son peor que una
- 1993 - Hay para todas
- 1994 - Una maestra con ángel
- 1994 - La Chilindrina en apuros
- 1997 - Elisa antes del fin del mundo
- 1998 - El último profeta
- 2000 - El gavilán de la sierra
- 2010 - Érase una vez en Durango
- 2014 - "Dos armas de distinto calibre"
- 2016 - "Ladronas de almas"

## Premis i reconeixements
- Premi al Millor curtmetratge en el Festival de Lilla, França per "Polvo vencedor del sol"
- Premi Ariel al Millor curtmetratge de ficció per "Polvo vencedor del sol"
- Premi Ariel a la Millor Òpera Prima i Millor Argument original per Vidas errantes
- Premi de la FIPRESCI a Millor Opera prima en el Festival de Sant Sebastià, Espanya per "Vidas errantes"
- Premi de la Televisió Espanyola a la Millor Opera Prima en el Festival de Sant Sebastià, Espanya per "Vidas errantes".
- Premi especial del jurat en el Festival del Nou Cinema Llatinoamericà de l'Havana, Cuba per "Vidas errantes
- Premi especial del jurat en el Festival de Huelva, Espanya per "Pueblo de madera"
- 11 nominacions al Premi Ariel per Pueblo de madera
- Premi Coral a Millor pel·lícula i Millor guió en el Festival del Nou Cinema Llatinoamericà de l'Havana, Cuba per "Pueblo de madera"
- Deessa de Plata de PECIME com a Millor Director per "Elisa antes del fin del mundo"
- Nominació a l'Ariel com a Millor Director per "Elisa antes del fin del mundo"
- Sis nominacions a l'Ariel incloent millor pel·lícula i millor director per "El gavilán de la sierra".
- Una sala de la Cineteca de Durango porta el seu nom[3]